# Rue Élisa-Borey
La rue Élisa-Borey est une voie du 20e arrondissement de Paris, en France.

## Situation et accès
La rue Élisa-Borey est une voie publique située dans le 20e arrondissement de Paris. Elle débute au 68, rue des Amandiers et se termine au 26, rue Sorbier à laquelle on accède par un escalier qui longe le bâtiment du « central téléphonique Ménilmontant ».
Elle donne elle-même accès au square Élisa-Borey.

## Origine du nom
Cette voie est baptisée d'après le nom de la propriétaire des terrains sur lesquels elle a été ouverte.

## Historique
La partie de la rue perpendiculaire à la rue des Amandiers a été ouverte sous sa dénomination actuelle en 1840.
La partie aboutissant à la rue Sorbier a été ouverte par la Ville de Paris en 1876 lors du percement de la prolongation de celle-ci. 
Par un arrêté du 18 avril 1890, une partie est détachée pour former la rue Soleillet.

## Bâtiments remarquables et lieux de mémoire
- À l'angle avec la rue Sorbier, le central téléphonique Ménilmontant, construit en 1928-1931, par les architectes Paul Guadet et Georges Planche[1].

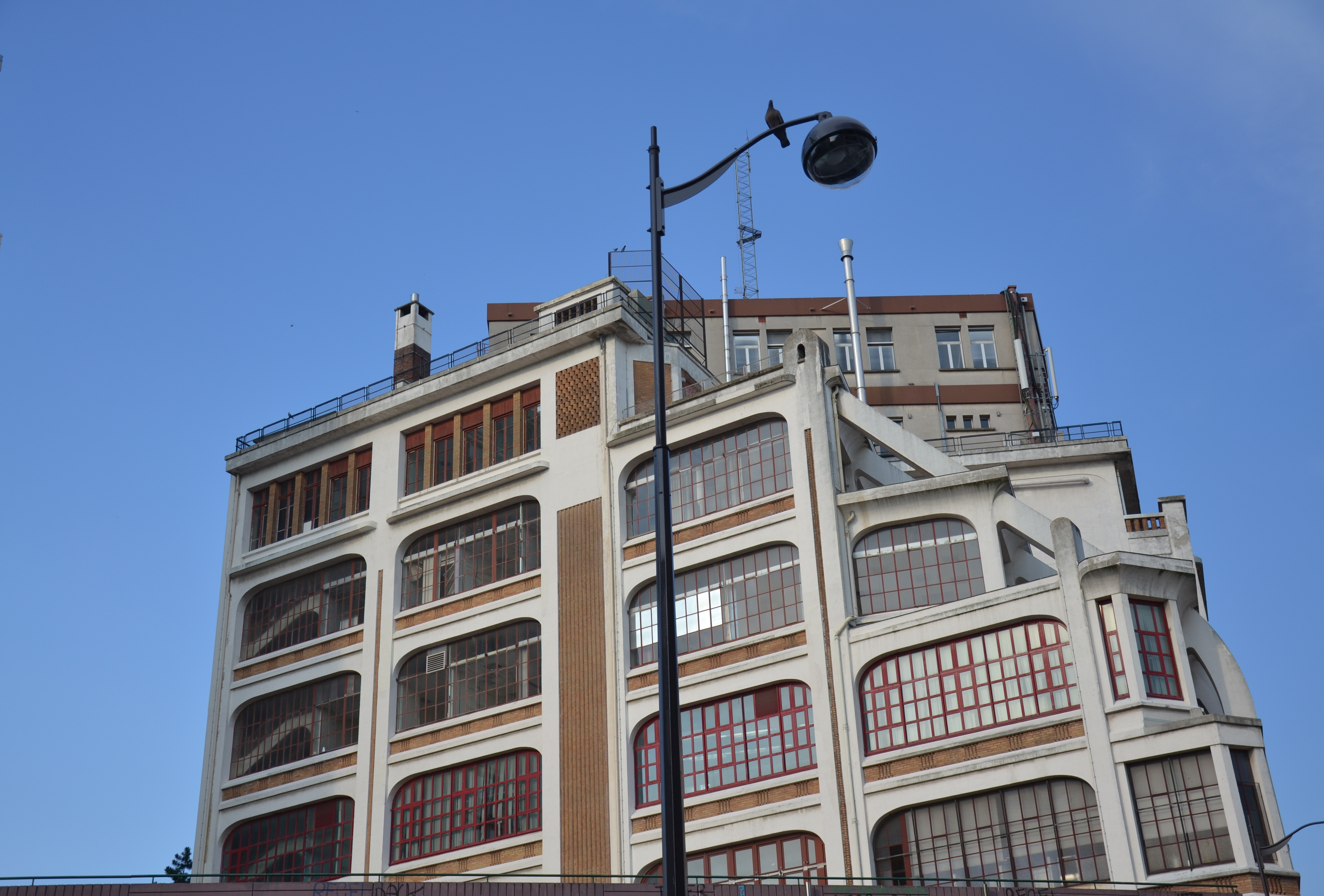
Ancien central téléphonique.